# Toader Păun
Toader Păun (n. 8 martie 1985

, la București) este un jurnalist român.
A început să facă radio încă din perioada școlii, când a fondat, pe rând, TEDDY'S ALPHA RADIO și IMPACT RADIO, ca stații locale dedicate colegilor, cu emisia limitată în pauze. 
Din primul an de liceu a început să lucreze alături de Biblioteca Metropolitană București pentru prima pagină de ziar dedicată tinerilor, care a apărut în cotidianul Ora. A fost remarcat de un producător de la Societatea Română de Radiodifuziune, care l-a coopetat mai întâi în echipa Radio România Cultural, apoi în cea a Radio România Tineret. A plecat către Delta RFI, devenit între timp RFI România, unde a realizat timp de un an mai multe emisiuni, pentru ca din martie 2005 să se alăture postului Europa FM. 
La Europa FM, Toader Păun a realizat mai multe emisiuni, din 2012 până în 2021 a fost CDO, mai întâi al stației, apoi al grupului media, iar din 2021 până la plecarea în martie în 2022 a fost directorul de programe al stației.
În primăvara lui 2022, Toader Păun devine editorialist spotmedia.ro, publicând săptâmânal articole care caută să scoată la lumină inițiative și oameni de milioane, care au capacitatea să-i inspire și pe alții. De altfel, #demilioane este marca sub care jurnalistul s-a făcut remarcat cu o serie de interviuri derulată timp de mai mulți ani, în care a căutat și adus în atenția publică sute de persoane cu realizări deosebit în domenii variate. Pe platforma demilioane.ro, Toader Păun scrie despre experiențe deosebite, locuri de vizitat și oameni capabili să-i inspire și pe alții.
Din martie 2022, Toader Păun s-a alăturat agenției din comunicare digitală Zaga Brand.